# Sovrano

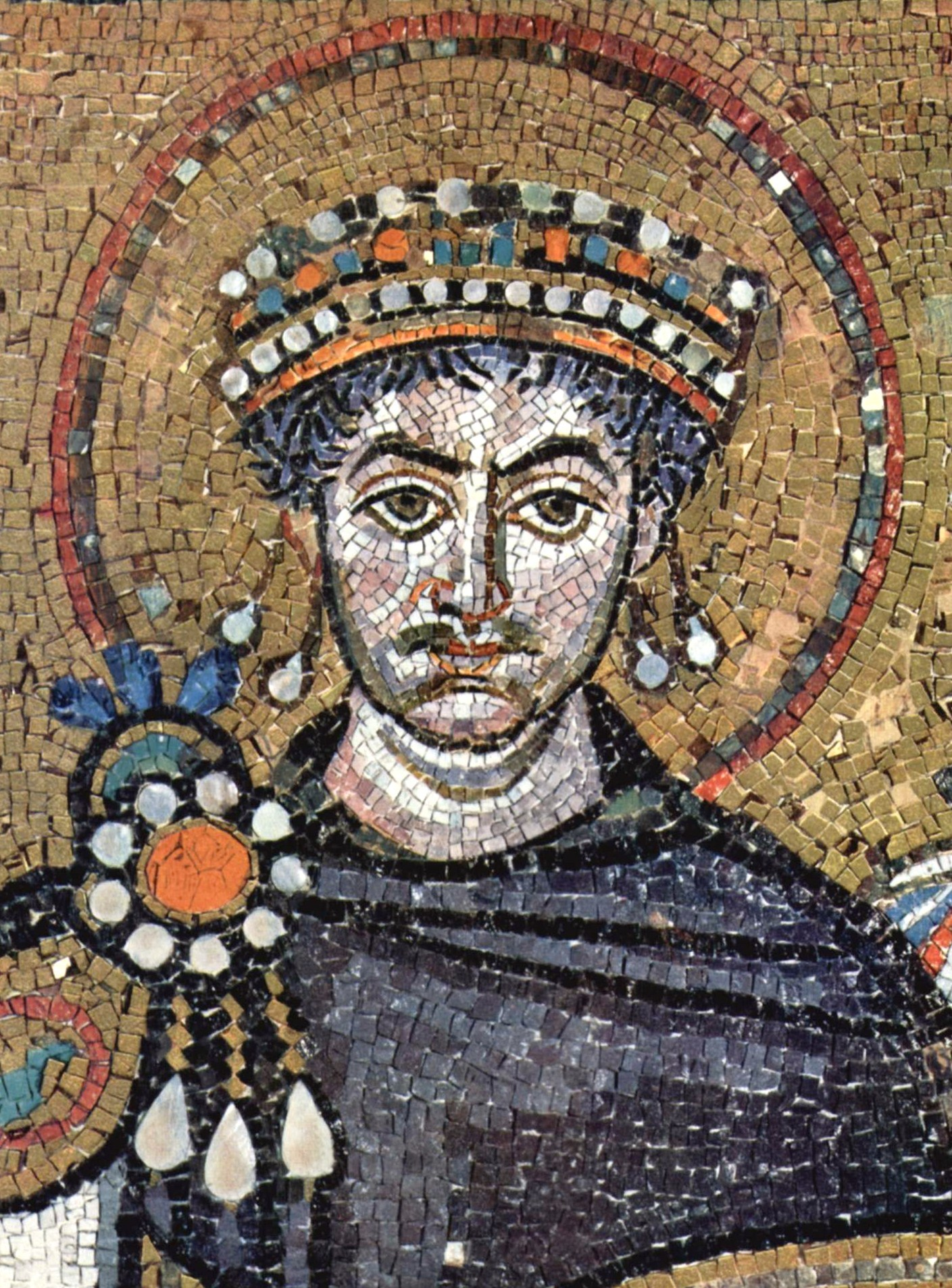
Giustiniano I raffigurato su un mosaico nella basilica di San Vitale a Ravenna.

Il sovrano è, in uno Stato, il soggetto che detiene la sovranità, intesa secondo Jean Bodin come quel potere assoluto e perpetuo che è proprio dello stato. Correntemente, però, il termine viene usato per designare, con valore generico, il capo di Stato monarchico e, quindi, come sinonimo di monarca.

## Concezioni del passato
Fino al XIX secolo si diceva che la sovranità può essere attribuita a una persona (il monarca), a un'assemblea che riunisce una parte del popolo oppure a un'assemblea che riunisce tutto il popolo (inteso come insieme di cittadini), dando luogo così alle tre classiche forme di governo già individuate da Aristotele: monarchia, aristocrazia e democrazia.
Sul finire del XVIII secolo, con la Rivoluzione francese, si fanno strada i concetti di sovranità popolare e sovranità nazionale. Secondo la prima concezione, elaborata da Jean-Jacques Rousseau e sostenuta dai rivoluzionari più radicali, ciascun cittadino detiene una parte della sovranità: ne segue che l'esercizio della stessa non può che avvenire con forme di democrazia diretta o, se non è possibile, tramite rappresentanti eletti a suffragio universale e soggetti a mandato imperativo. La seconda concezione, invece, propugnata da Emmanuel Joseph Sieyès e sostenuta dai rivoluzionari più moderati, attribuisce la sovranità alla nazione, costituita dai cittadini attuali (il popolo) ma anche da quelli passati e da quelli futuri; poiché un'entità del genere non può esercitare direttamente i poteri sovrani, gli stessi sono demandati a rappresentati i quali, proprio perché agiscono nell'interesse della nazione e non del solo popolo, non sono soggetti a mandato imperativo e possono anche essere eletti da una parte soltanto dei cittadini.

## Concezione attuale
A partire dal XIX secolo si afferma un'elaborazione teorica della dottrina tedesca, secondo la quale il titolare della sovranità è una persona giuridica, lo Stato, di cui coloro che effettivamente esercitano i poteri sovrani (quali il capo dello Stato, il parlamento, il governo e lo stesso corpo elettorale) non sono che organi. Questa idea finisce per integrarsi con quella che la sovranità appartiene al popolo, proclamata, ad esempio, dall'art. 1 della Costituzione italiana, nel senso che lo Stato, titolare della sovranità, deriva la stessa dal popolo che con la sua volontà lo ha creato. D'altra parte nel moderno stato di diritto la sovranità si scinde in più funzioni pubbliche attribuite a organi diversi, secondo il principio della separazione dei poteri.
Secondo la concezione attuale, dunque, sovrano in senso proprio è lo Stato; il termine, tuttavia, viene tuttora utilizzato per designare il capo di Stato monarchico, anche se nella grande maggioranza delle monarchie odierne, a differenza delle monarchie assolute, non detiene più la totalità dei poteri sovrani e ha, anzi, assunto un ruolo puramente cerimoniale.